# غرايم إيدج
غرايم إيدج (بالإنجليزية: Graeme Edge)‏ هو طبال وكاتب أغاني بريطاني، ولد في 30 مارس 1941 في روسيستر ‏ في المملكة المتحدة.

## وصلات خارجية
- غرايم إيدج على موقع IMDb (الإنجليزية)
- غرايم إيدج على موقع ميوزك برينز (الإنجليزية)
- غرايم إيدج على موقع أول ميوزيك (الإنجليزية)
- غرايم إيدج على موقع ديسكوغز (الإنجليزية)
- غرايم إيدج على موقع قاعدة بيانات الفيلم (الإنجليزية)